# Jonestown
Jonestown (formelt "Peoples Temple's Agricultural Project") var et geografisk afgrænset samfund, der byggede på kollektivistiske principper og var placeret i junglen i den nordvestlige del af Guyana i Sydamerika. Det var grundlagt af den amerikanske religiøse/politiske organisation Peoples Temple, der var ledet af Jim Jones. Jonestown blev verdenskendt, da 909 af samfundets medlemmer den 18. november 1978 døde ved hvad der er blevet omtalt som det største masseselvmord i moderne historie.
Det er omtvistet i hvilket omfang alle sektens medlemmer frivilligt begik selvmord.[kilde mangler] Af samme årsag omtales hændelsen i den engelske litteratur ofte som "murder/suicide" eller "mass deaths". Medlemmerne af organisationen blev forgiftet ved indtagelse af cyanid. Ca. en tredjedel af de omkomne var børn, en tredjedel ældre og den sidste tredjedel voksne.
Dødsfaldene fulgte kort efter, at medlemmer af organisationens sikkerhedsstyrke havde dræbt 5 medlemmer af en delegation ledet af det amerikanske kongresmedlem Leo Ryan, der var taget til Jonestown for at undersøge forholdene der. Drabene skete på landingsbanen ved den nærliggende Port Kaituma mens delegationen var ved at gå om bord i de ventende fly.
Efter begivenhederne 18. november 1978 er bygningsresterne blevet plyndret, og en stor del af området udbrændte i 1980'erne og er ellers gået til som følge af vejrets hærgen, manglende vedligeholdelse m.v., og området er nu næsten helt blevet genopslugt af junglen.

## Baggrund
Peoples Temple blev dannet i den amerikanske delstat Indiana i 1950'erne. De praktiserede en retning, de kaldte apostolsk socialisme (missionerende socialisme). Jones mødte voldsom kritik for sine synspunkter og metoder i Indiana og flyttede templet til Redwood Valley i Californien i 1965. Snart dukkede flere søsterafdelinger op til templet rundt om Californien. I 1970'erne blev bevægelsen mere direkte, politisk aktiv.

## Etableringen af Jonestown
Tekst mangler, hjælp os med at skrive teksten